# Rotherham Minster

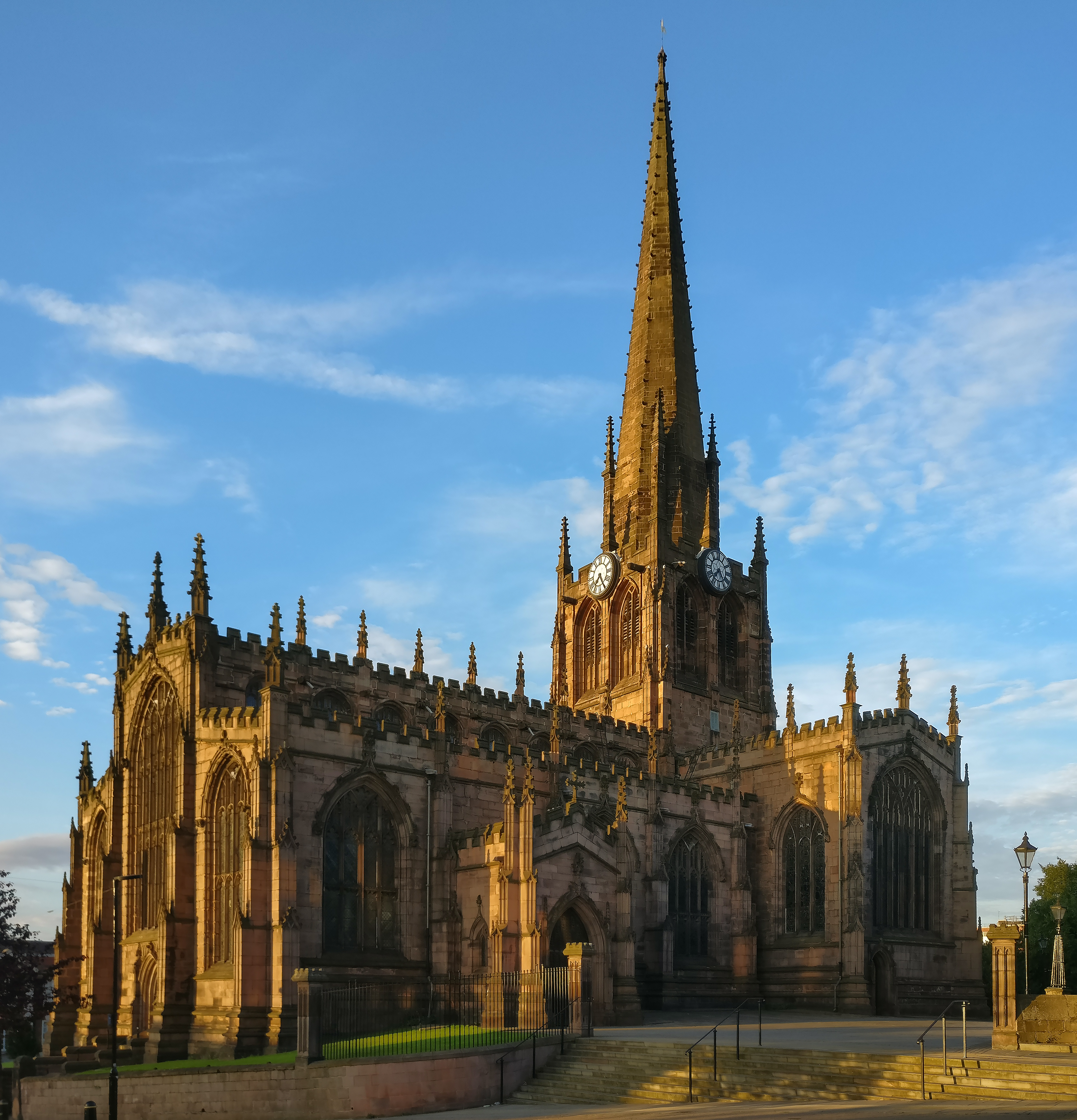
Rotherham Minster

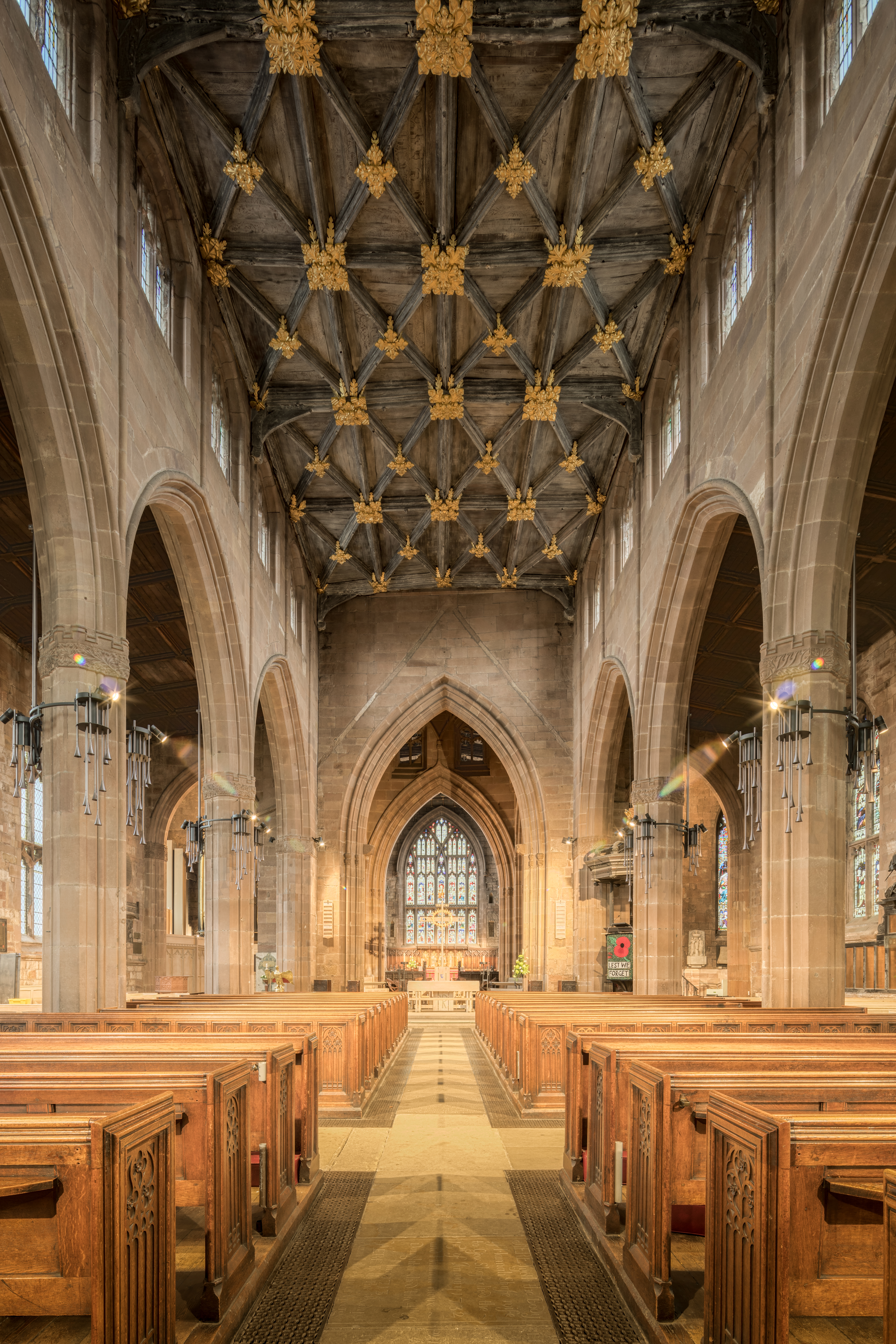
Langhaus, Vierung und Chor (chancel)

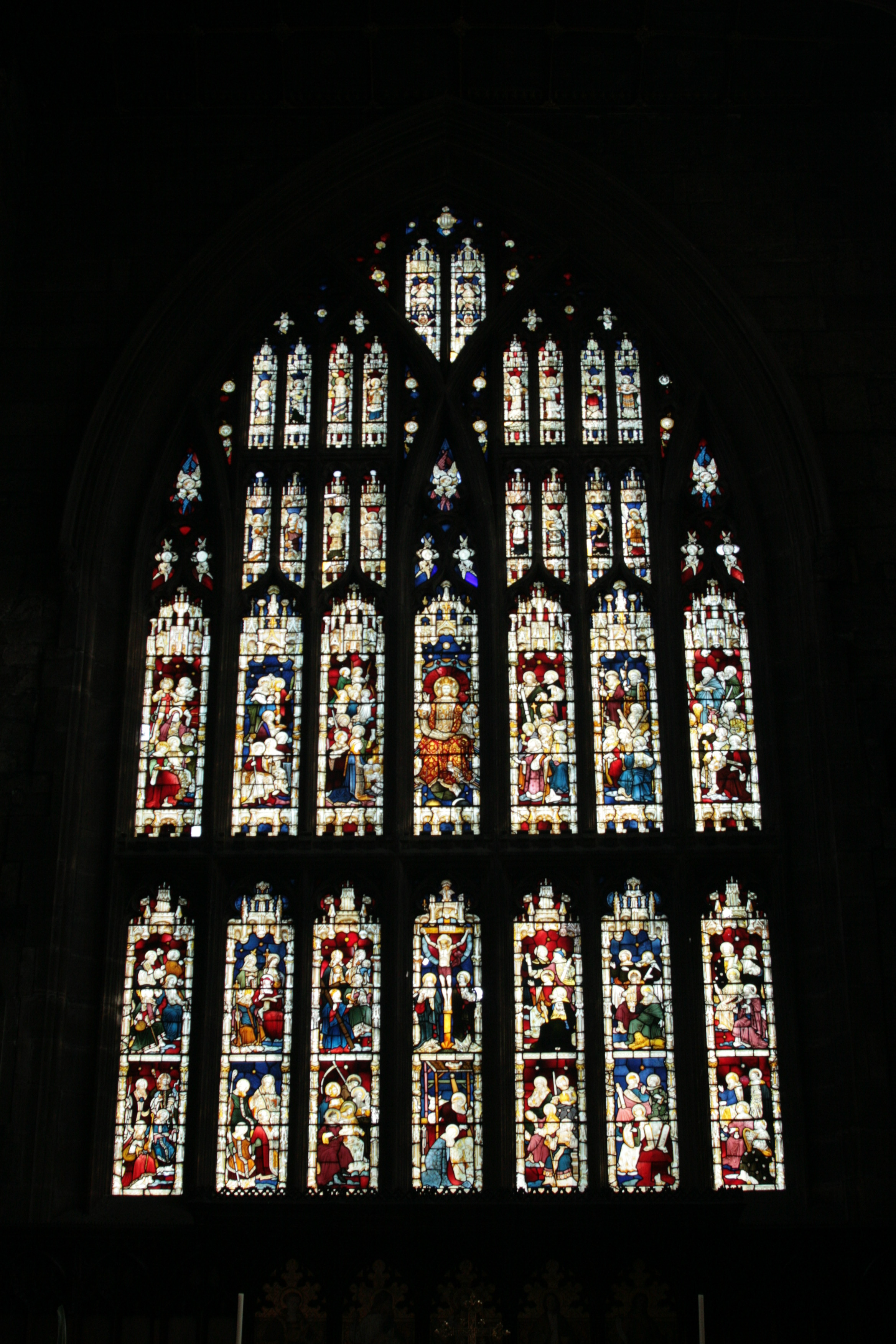
Chorfenster im Perpendicular Style

Das allen Heiligen (All Saints) geweihte Rotherham Minster in der mittelenglischen Großstadt Rotherham in der Grafschaft (county) South Yorkshire ist die zur Church of England gehörige Hauptpfarrkirche der Stadt. Im Jahr 1951 wurde der architektonisch sehr einheitlich gestaltete Kirchenbau als Grade-I-Baudenkmal eingestuft; 2004 erhielt er den offiziellen Status eines Minsters.

## Lage
Das Rotherham Minster liegt im historischen Zentrum der heutigen, bei Sheffield gelegenen Industriestadt, unweit des River Don, eines Nebenflusses der Ouse in einer Höhe von ca. 27 m.

## Geschichte
Bereits vor der normannischen Eroberung war Rotherham ein Marktort mit einer angelsächsischen Kirche. Die Normannen errichteten im 12. Jahrhundert eine deutlich größere Kirche, die im 14. Jahrhundert an den Zisterzienserorden kam, der an gleicher Stelle mit dem Bau einer gotischen Kirche begann. Die heutige Kirche geht jedoch auf einen Neubau in den Jahren 1480 bis 1512 zurück, der vom hier geborenen Thomas Rotherham (von 1480 bis 1500 Erzbischof von York, 1485 Lordkanzler) initiiert und wohl auch bezahlt wurde. In den Jahren 1873 bis 1875 fand eine umfangreiche Restaurierung des Kirchengebäudes statt.

## Architektur
Markantester Bauteil der insgesamt ca. 45 m langen und ca. 55 m hohen Kirche ist der sich auf oktogonalem Grundriss erhebende nicht durchbrochene Spitzhelm. Die dreischiffige und mit einem Querhaus versehene Kirche gehört insgesamt dem spätgotischen Perpendicular Style an, der durch die Dominanz geradliniger vertikaler Linienführungen im Fenster-Maßwerk gekennzeichnet ist. Zahlreiche Fenster lassen ausreichend Licht in das Bauwerk hinein. Die drei Schiffe sind nicht gewölbt, sondern mit originalen hölzernen Flachdecken versehen, die jedoch in den 1970er Jahren restauriert wurden.

## Ausstattung
Beim Altar steht das normannische Taufbecken (baptism font) aus der alten Kirche (um 1100). Das Chorgestühl (choir stalls) ist in Teilen original (um 1520). Die Buntglasfenster stammen allesamt aus dem 19. Jahrhundert.